# Image Space Incorporated
Image Space Incorporated (também conhecida como ISI) é uma desenvolvedora de jogos eletrônicos.

## Jogos
A Image Space Incorporated atualmente produz jogos para Windows, suas franquias e jogos são:
| Nome                               | Data de Lançamento              | Gênero                   | Plataforma  |
| ---------------------------------- | ------------------------------- | ------------------------ | ----------- |
| Zone Raiders                       | 30 de Novembro, 1995            | Jogo de combate veicular | Windows     |
| Sports Car GT                      | 30 de Abril, 1999               | Corrida                  | Windows     |
| Trazer                             | 2000                            |                          |             |
| Shadowgate Rising                  | Cancelado                       | Aventura                 | Nintendo 64 |
| F1 2000                            | 31 de Março, 2000               | Corrida                  | Windows     |
| F1 Championship Season 2000        | 6 de Dezembro, 2000             | Corrida                  | Windows     |
| Hot Rod Monster Squad              | 2001                            | Corrida                  | Windows     |
| F1 2001                            | 28 de Setembro, 2001            | Corrida                  | Windows     |
| F1 2002                            | 7 de Junho, 2002                | Corrida                  | Windows     |
| NASCAR Thunder 2003                | 19 de Setembro, 2002            | Corrida                  | Windows     |
| F1 Challenge '99-'02               | 24 de Junho, 2003               | Corrida                  | Windows     |
| NASCAR Thunder 2004                | 16 de Setembro, 2003            | Corrida                  | Windows     |
| rFactor                            | 31 de Agosto, 2005              | Corrida                  | Windows     |
| rFactor Pro                        | 2008                            | Corrida, Simulação       |             |
| Superleague Formula 2009: The Game | 31 de Outubro, 2009             | Corrida                  | Windows     |
| rFactor 2                          | 10 de Janeiro, 2012 (Open Beta) | Corrida                  | Windows     |

OBS: A ISI apenas devenvolveu a versão Windows de jogos que foram lançados para mais plataformas.

## Ligações Externas
- Site Oficial